# Jāzeps Vītols
Jāzeps Vītols (Valmiera, 26 juli 1863 – Lübeck, 24 april 1948) was een Letse componist. In Duitstalige landen wordt hij wel Joseph Wihtol genoemd; in Russische teksten komt men hem wel tegen als Иосиф Иванович Витоль (‘Jozef Ivanovitsj Vitol’).

## Levensloop

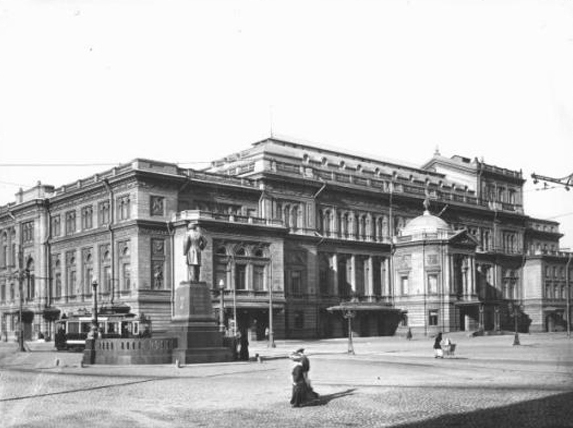
Het conservatorium van Sint-Petersburg in 1913

Vītols was de zoon van een leraar. In 1880 ging hij compositieleer studeren bij Nikolaj Rimski-Korsakov aan het Conservatorium van Sint-Petersburg. Toen hij in 1886 was afgestudeerd, bleef hij aan het conservatorium verbonden als docent compositieleer. Vanaf 1901 mocht hij zich professor noemen. Onder zijn leerlingen waren Nikolaj Mjaskovski, Sergej Prokofjev en Vladimir Sjtsjerbatsjov. Vītols was nauw bevriend met zijn collega’s Aleksandr Glazoenov en Anatoli Ljadov; hij was een geregelde gast op de vrijdagse bijeenkomsten in het huis van de muziekuitgever Mitrofan Petrovitsj Beljajev, die door veel prominente componisten werden bezocht. Beljajev gaf Vītols’ eerste composities uit. Vītols schreef tussen 1897 en 1914 ook muziekkritieken voor de Duitstalige St. Petersburger Zeitung. Die krant werd in 1914 opgeheven bij het uitbreken van de Eerste Wereldoorlog.

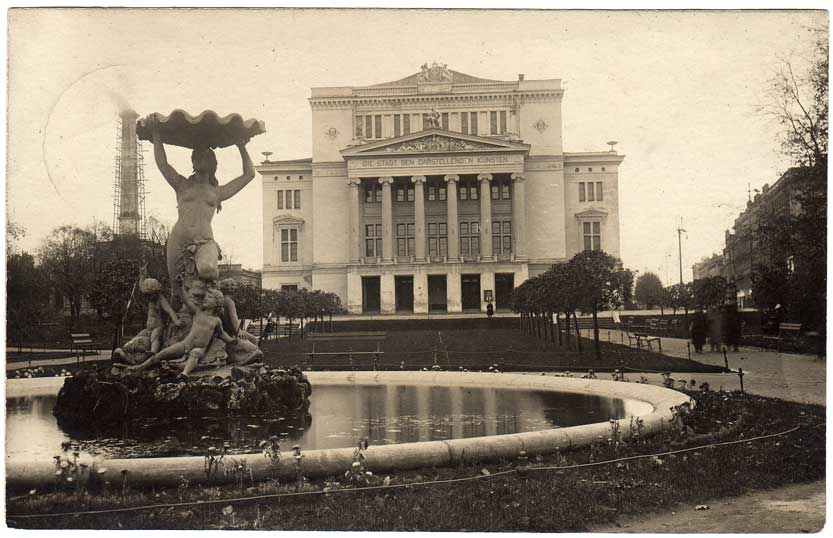
Het gebouw van de Letse Nationale Opera in Riga op een prentbriefkaart, begin 20e eeuw

In 1918 keerde Vītols terug naar Letland, dat zich net onafhankelijk had verklaard. Hij werd daar dirigent van de Letse Nationale Opera. In het volgende jaar stichtte hij het eerste Letse conservatorium, dat sinds 1958 zijn naam draagt: Jāzeps Vītols Letse Muziekacademie (Lets: Jāzepa Vītola Latvijas Mūzikas akadēmija). Daar doceerde hij compositieleer van 1919 tot 1944. Bekende leerlingen van hem zijn Jānis Kalniņš, Jānis Ivanovs, Jānis Ķepītis en Ādolfs Skulte. Vītols was ook een van de oprichters van de vereniging van Letse componisten in 1923. Behalve als docent trad hij ook voor het voetlicht als dirigent en pianist en schreef hij muziekkritieken.
Na een Sovjetbezetting in 1940 en een Duitse bezetting in 1941 werd Letland in 1944 opnieuw door de Sovjet-Unie onder de voet gelopen. Op dat moment week Vītols met zijn vrouw Annija uit naar Duitsland, waar hij zich vestigde in Flensburg. Hij overleed in 1948 in Lübeck. Zijn stoffelijke resten werden in 1993 overgebracht naar Letland (dat in 1991 zijn onafhankelijkheid had hersteld) en herbegraven in Riga.
Vītols liet een autobiografie na, Manas dzīves atmin̦as (‘Herinneringen aan mijn leven’), die pas in 1963 in druk verscheen bij een Letstalige uitgeverij in Stockholm. In 1988 werd het boek heruitgegeven bij uitgeverij Liesma in Riga.

## Oeuvre
Jāzeps Vītols, die rond 850 composities op zijn naam heeft staan, was een neoromantische en voor zijn tijd, de 20e eeuw, tamelijk conservatieve componist. Hij was beïnvloed door de muziek van Het Machtige Hoopje, en vooral van zijn leermeester Nikolaj Rimski-Korsakov. Ook van zijn vriend Aleksandr Glazoenov heeft hij het een en ander geleerd. Zoals bijna alle Baltische componisten onderging hij echter ook de invloed van de volksmuziek van zijn land. Al in de tijd dat hij in Sint-Petersburg woonde, bestudeerde hij de Letse folklore. Hij dirigeerde daar ook een Lets koor.
Op zijn beurt beïnvloedde Vītols vele Letse componisten die na hem kwamen. Om die reden wordt hij wel ‘de vader van de Letse muziek’ genoemd. Vooral zijn koorwerken worden nog regelmatig uitgevoerd. Gaismas pils (‘Het kasteel van licht’) behoort tot het vaste repertoire van het vijfjaarlijkse Letse Zang- en Dansfestival in Riga.

## Selectie uit zijn werken

### Voor orkest
- Symfonie in e mineur (1886-88)
- Dramatische ouverture, op. 21 (1895)
- Sprīdītis (‘Klein Duimpje’), op. 37 (symfonisch gedicht) (1907)
- Fantasie op Letse volksmelodieën, op. 42, voor viool en orkest (1908-10)
- Dargakmeni (‘Juwelen’), op. 66 (orkestsuite) (1924)
- Rudens dziesma (‘Herfstlied’) (symfonische ballade) (1928)

### Voor stemmen
- Beverīnas dziedonis (‘De bard van Beverīna’), op. 28, ballade voor bariton en orkest (1891, herzien in 1900)
- Gaismas pils (‘Het kasteel van licht’) voor koor a capella (1899)
- Dziesma (‘Het lied’), op. 35, cantate voor sopraan, koor en orkest (1908)
- Ziemeļblāzma (‘Noordse lichten’), op. 45 (cantate) (1914)
- Kalna sprediķis (‘De Bergrede’), Cantate voor het Paasfeest voor bariton, vrouwenkoor, orgel en orkest (1943)
- ca. 90 liederen
- ca. 100 koorwerken
- ca. 300 arrangementen van volksliedjes

### Kamermuziek
- Strijkkwartet in G majeur, op. 27 (1899)[2]
- Schets voor cello en piano, op. 12 (1894)
- Recitatief voor altviool of cello en piano, op. 14 (1894)

### Voor piano
- Pianosonate in bes mineur, op. 1 (1886)
- Sonatine voor piano in B, op. 63
- 8 Letse volksmelodieën voor piano, op. 32
- ca. 80 andere pianowerken